# Grb Srbije i Crne Gore
Novi grb Srbije i Crne Gore kreiran je 1993. kao grb nekadašnje Savezne Republike Jugoslavije, zamijenivši grb SFRJ. Bio je modernog dizajna, kombinacija povijesnih grbova države Srbije i države Crne Gore. Dvoglavi bijeli orao nalazio se na svim povijesnim grbovima obje države. Raspadom zajednice, grb se prestao službeno upotrebljavati.